# Cendras
Cendras är en kommun i departementet Gard i regionen Occitanien i södra Frankrike. Kommunen ligger i kantonen Alès-Ouest som tillhör arrondissementet Alès. År 2022 hade Cendras 1 612 invånare.

## Befolkningsutveckling
Antalet invånare i kommunen Cendras
Referens:INSEE